# Soliva Este
Soliva Este es un barrio periférico perteneciente al distrito Puerto de la Torre de la ciudad andaluza de Málaga, España. Según la delimitación oficial del ayuntamiento, limita al este con el barrio de Cañada de los Cardos y al sur con la Ciudad Universitaria. Al norte y al oeste se extiende terrenos aún no urbanizados, aunque el barrio de Los Asperones se encuentra cercano en dirección oeste.

## Historia
El barrio de Soliva Este es uno de los más jóvenes de la ciudad. Su construcción comenzó en 2005, con el objetivo de concentrar la mayoría de las viviendas protegidas previstas para la ciudad. Estas casas fueron asignadas a sus propietarios en un sorteo realizado en 2006, donde se sorteó la mayor promoción de viviendas sociales en la historia de Málaga. Siguiendo la ordenación del proyecto de Salvador Moreno Peralta, para el diseño de los edificios se seleccionaron arquitectos de prestigio internacional como el estadounidense Thom Mayne y el estudio holandés Mecanoo.

## Transporte
En autobús queda conectado mediante las siguientes líneas de la EMT: 
| Línea | Trayecto                              | Recorrido | Frecuencia    |
| ----- | ------------------------------------- | --------- | ------------- |
| 23    | Alameda Principal - Parque Cementerio | Recorrido | 25-30 minutos |